# Vuurtoren van Hansweert
De vuurtoren van Hansweert is een vuurtoren in het dorpje Hansweert in de Zeeuwse gemeente Reimerswaal.
Het werd gebouwd in 1914 en deed dienst als havenlicht op de westelijke havendam voor de invaart van het Kanaal door Zuid-Beveland. Toen het sluizencomplex in 1992 werd uitgebreid moest het torentje wijken. Het werd een jaar later geplaatst op het rotonde ten noorden van de bebouwde kom van het dorp. Op de verlegde havendam kwam een nieuw modern lichtopstand.